# A Matter of Life and Death
A Matter Of Life And Death er det fjortende studiealbum fra Iron Maiden. Albummet blev udgivet 25. august 2006 i Italien og Finland, 28. august 2006 i resten af verden og 5. september 2006 i USA, Canada og Japan.

## Numre
1. Different World (Smith/Harris) – 4:17
2. These Colours Don't Run (Smith/Harris/Dickinson) – 6:52
3. Brighter Than a Thousand Suns (Smith/Harris/Dickinson) – 8:44
4. The Pilgrim (Gers/Harris) – 5:07
5. The Longest Day (Smith/Harris/Dickinson) – 7:48
6. Out of the Shadows (Dickinson/Harris) – 5:36
7. The Reincarnation of Benjamin Breeg (Murray/Harris) – 7:21
8. For the Greater Good of God (Harris) – 9:24
9. Lord of Light (Smith/Harris/Dickinson) – 7:23
10. The Legacy (Gers/Harris) – 9:20